# Heinrich von Gottberg
Rudolf Heinrich von Gottberg (* 1. Dezember 1864 in Groß Klitten bei Domnau; † 12. Februar 1931 in Königsberg in Preußen-Maraunenhof) war ein deutscher Verwaltungsbeamter.

## Leben
Heinrich von Gottberg war Sohn des Gutsbesitzers, preußischen Landrats und Politikers Otto von Gottberg und der Olga geb. Tortilowicz von Batocki. Nach dem Besuch des Gymnasiums in Bartenstein und des Königlichen Wilhelms-Gymnasiums Königsberg studierte er an der Rheinischen Friedrich-Wilhelms-Universität Bonn, der Eberhard Karls Universität Tübingen und der Albertus-Universität Königsberg Rechts- und Staatswissenschaften. 1883 wurde er Mitglied des Corps Borussia Bonn. Nach dem Studium trat er in den Staatsdienst ein und wurde Regierungsassessor. Von 1893 bis 1908 war er Landrat des Landkreises Friedland.
Von Gottberg war Oberleutnant der Reserve im Kürassier-Regiment „Graf Wrangel“ (Ostpreußisches) Nr. 3. Er war in erster Ehe mit Elisabeth Freiin von Hollen †, in zweiter Ehe mit Anna von Gottberg † und in dritter Ehe mit Hertha Liman verheiratet. Aus den drei Ehen gingen insgesamt fünf Söhne und fünf Töchter hervor.

## Auszeichnungen
- Roter Adlerorden 4. Klasse, 1907[4]
- Brillanten zum Roten Adlerorden 2. Klasse, 1912[4]